# جزیره کشندی

نمودار جزیره کشندی در فراکشند (راست) و فروکشند (چپ)

جزیره کشندی (به انگلیسی: Tidal island)، قطعه‌ای از سرزمین است که توسط یک مسیر طبیعی یا مصنوعی به سرزمین اصلی متصل می‌شود که در هنگام فروکشند در برابر دید قرار می‌گیرد و در هنگام فراکشند غوطه‌ور می‌شود. به دلیل عجیب بودن جزیره‌های کشندی پیرامون، بسیاری از آنها مکان‌های نیایشگاه مذهبی بوده‌اند، مانند مون سن-میشل با دیر بندیکتین آن. جزیره‌های کشندی نیز به دلیل استحکامات طبیعی خود معمولاً محل دژها هستند.

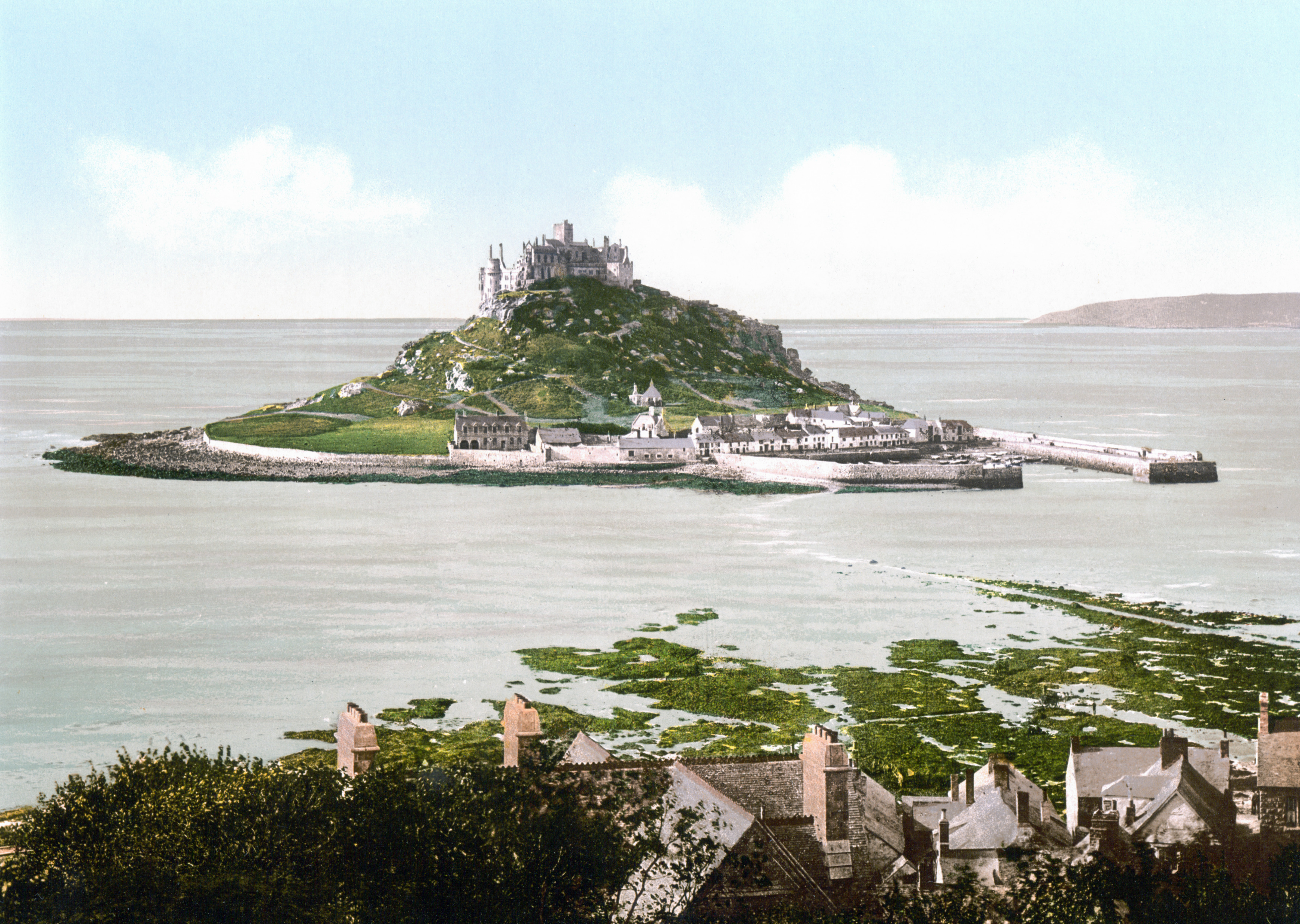
کوه سنت مایکل، کورنوال، در هنگام کشند پایین، c. 1900

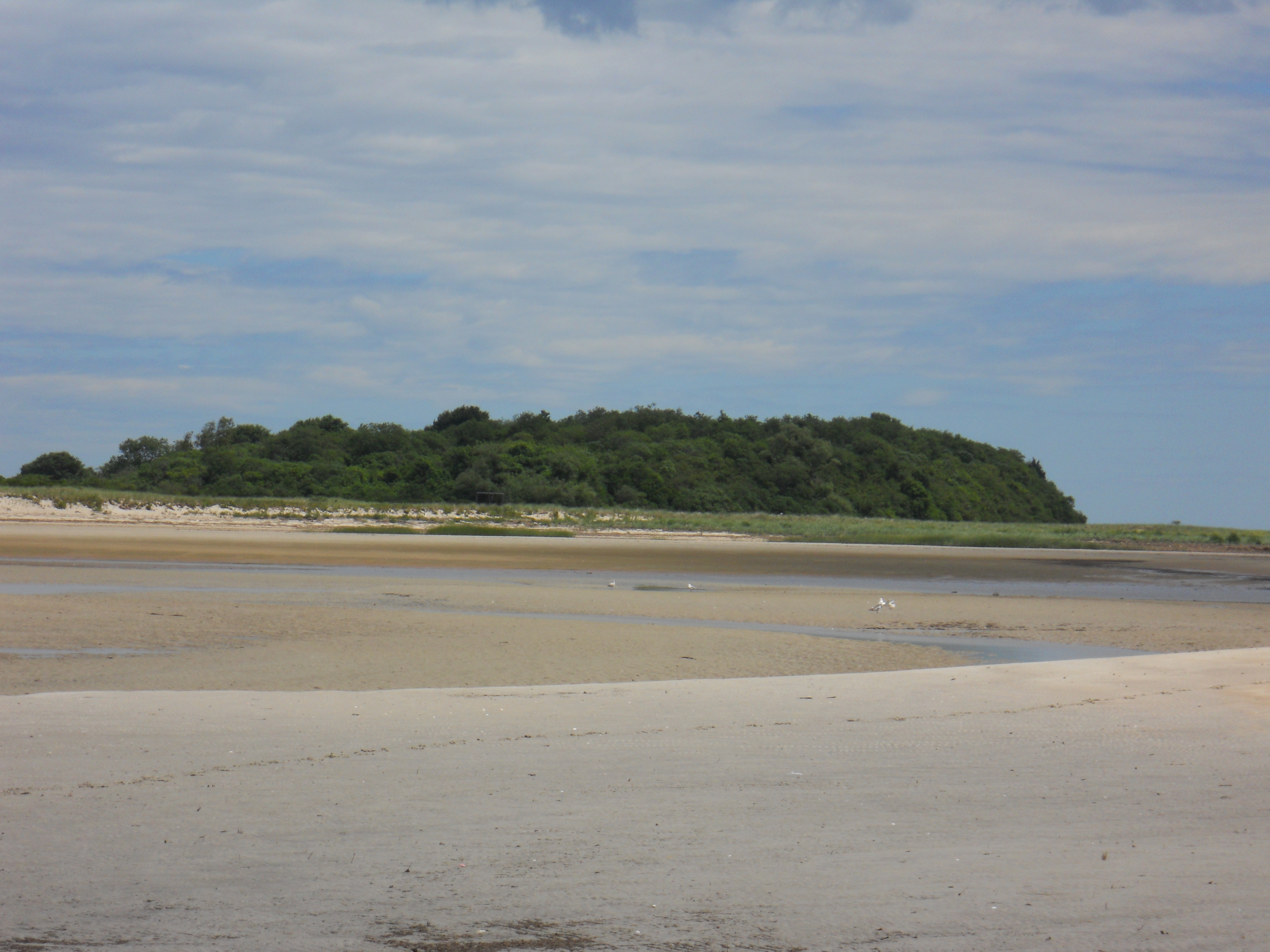
جزیره بار در مین، ایالات متحده